# James Sorensen
James Sorensen, född 1986 i Melbourne, Australien, är en australisk skådespelare och yrkesmodell. 
Han har bland annat medverkat i den australiska serien Blue Water High där han spelar karaktären Mike.
James spelar för närvarande i de australiska TV seriererna Neighbours som Declan Napier, son till Rebecca Napier (som spelas av Jane Hall.
han visas i filmen Hating Alison Ashley tillsammans med Delta Goodrem och Saskia Burmeister. Han har också haft gästroller i Wicked Science och Satisfaction.
Hans pappa är dansk och hans mamma portugisisk.
James gick ut skolan med A+ och medverkade i många av skolans pjäser.
James har spelat piano sedan fyra års ålder. Han är också mycket intresserad av fotografi. Fotboll, konditionsträning och jogging har varit de huvudsakliga sportintressena i hans liv. James kan också dansa, sjunga och åka snowboard och han älskar att lyssna på musik. 
James har en tvillingsyster och en 15-årig bror.